# Niki
Niki – austriackie tanie linie lotnicze z siedzibą w Wiedniu. Obsługiwały głównie połączenia europejskie, między innymi do Grecji, Hiszpanii i Egiptu z Wiednia, Salzburga i Graz. Głównym węzłem był Port lotniczy Wiedeń-Schwechat.
W grudniu 2017 przewoźnik ogłosił upadłość z powodu niewypłacalności.

## Flota
| Samolot     | Suma | Zamówienia |
| ----------- | ---- | ---------- |
| Airbus A320 | 12   | 6          |
| Airbus A321 | 4    | 0          |
| Embraer 190 | 7    | 0          |
| Razem       | 23   | 6          |

## Kierunki lotów
- Egipt
  - Port lotniczy Hurghada
  - Port lotniczy Marsa Alam
  - Port lotniczy Szarm el-Szejk
- Francja
  - Port lotniczy Paryż-Roissy-Charles de Gaulle
- Niemcy
  - Port lotniczy Frankfurt
  - Port lotniczy Monachium
- Grecja
  - Port lotniczy Heraklion
  - Port lotniczy Kos
  - Port lotniczy Rodos
  - Port lotniczy Zakintos
- Włochy
  - Port lotniczy Mediolan-Malpensa
  - Port lotniczy Rzym-Fiumicino
- Portugalia
  - Port lotniczy Lizbona-Portela
  - Port lotniczy Madera
- Rosja
  - Port lotniczy Moskwa-Domodiedowo
- Hiszpania
  - Port lotniczy Fuerteventura
  - Port lotniczy Arrecife
  - Port lotniczy Gran Canaria
  - Port lotniczy Palma de Mallorca
  - Port lotniczy Reina Sofía
- Szwajcaria
  - Port lotniczy Zurych-Kloten